# Atakpamé
Atakpamé là thủ phủ của vùng Plateaux, Togo. Với dân số 84.979 người (2006), đây là thành phố lớn thứ năm của nước này. Atakpamé nằm cách thủ đô Lomé 161 km, trên tuyến đường cao tốc Bắc – Nam.

## Khí hậu
| Dữ liệu khí hậu của Atakpamé             | Dữ liệu khí hậu của Atakpamé | Dữ liệu khí hậu của Atakpamé | Dữ liệu khí hậu của Atakpamé | Dữ liệu khí hậu của Atakpamé | Dữ liệu khí hậu của Atakpamé | Dữ liệu khí hậu của Atakpamé | Dữ liệu khí hậu của Atakpamé | Dữ liệu khí hậu của Atakpamé | Dữ liệu khí hậu của Atakpamé | Dữ liệu khí hậu của Atakpamé | Dữ liệu khí hậu của Atakpamé | Dữ liệu khí hậu của Atakpamé | Dữ liệu khí hậu của Atakpamé |
| Tháng                                    | 1                            | 2                            | 3                            | 4                            | 5                            | 6                            | 7                            | 8                            | 9                            | 10                           | 11                           | 12                           | Năm                          |
| ---------------------------------------- | ---------------------------- | ---------------------------- | ---------------------------- | ---------------------------- | ---------------------------- | ---------------------------- | ---------------------------- | ---------------------------- | ---------------------------- | ---------------------------- | ---------------------------- | ---------------------------- | ---------------------------- |
| Cao kỉ lục °C (°F)                       | 38.8 (101.8)                 | 39.5 (103.1)                 | 40.0 (104.0)                 | 39.3 (102.7)                 | 38.5 (101.3)                 | 35.6 (96.1)                  | 33.2 (91.8)                  | 33.0 (91.4)                  | 35.0 (95.0)                  | 37.0 (98.6)                  | 37.0 (98.6)                  | 36.9 (98.4)                  | 40.0 (104.0)                 |
| Trung bình ngày tối đa °C (°F)           | 32.7 (90.9)                  | 34.3 (93.7)                  | 33.9 (93.0)                  | 32.3 (90.1)                  | 31.3 (88.3)                  | 29.2 (84.6)                  | 27.9 (82.2)                  | 27.7 (81.9)                  | 28.5 (83.3)                  | 30.2 (86.4)                  | 32.3 (90.1)                  | 32.1 (89.8)                  | 31.0 (87.8)                  |
| Trung bình ngày °C (°F)                  | 27.1 (80.8)                  | 28.1 (82.6)                  | 27.9 (82.2)                  | 27.0 (80.6)                  | 26.3 (79.3)                  | 24.9 (76.8)                  | 24.1 (75.4)                  | 23.9 (75.0)                  | 24.4 (75.9)                  | 25.4 (77.7)                  | 26.6 (79.9)                  | 26.6 (79.9)                  | 26.0 (78.8)                  |
| Tối thiểu trung bình ngày °C (°F)        | 21.3 (70.3)                  | 21.9 (71.4)                  | 21.9 (71.4)                  | 21.7 (71.1)                  | 21.4 (70.5)                  | 20.6 (69.1)                  | 20.2 (68.4)                  | 20.1 (68.2)                  | 20.2 (68.4)                  | 20.4 (68.7)                  | 21.0 (69.8)                  | 21.0 (69.8)                  | 21.0 (69.8)                  |
| Thấp kỉ lục °C (°F)                      | 15.2 (59.4)                  | 16.6 (61.9)                  | 18.1 (64.6)                  | 18.0 (64.4)                  | 17.8 (64.0)                  | 17.4 (63.3)                  | 16.5 (61.7)                  | 16.1 (61.0)                  | 18.0 (64.4)                  | 17.9 (64.2)                  | 16.0 (60.8)                  | 14.4 (57.9)                  | 14.4 (57.9)                  |
| Lượng Giáng thủy trung bình mm (inches)  | 10.1 (0.40)                  | 30.8 (1.21)                  | 83.0 (3.27)                  | 133.1 (5.24)                 | 154.1 (6.07)                 | 195.3 (7.69)                 | 214.6 (8.45)                 | 181.9 (7.16)                 | 194.4 (7.65)                 | 123.3 (4.85)                 | 29.7 (1.17)                  | 14.1 (0.56)                  | 1.364,4 (53.72)              |
| Số ngày giáng thủy trung bình (≥ 1.0 mm) | 0                            | 2                            | 6                            | 8                            | 9                            | 12                           | 13                           | 13                           | 13                           | 10                           | 2                            | 0                            | 90                           |
| Độ ẩm tương đối trung bình (%)           | 51                           | 58                           | 67                           | 75                           | 79                           | 84                           | 88                           | 88                           | 87                           | 83                           | 71                           | 57                           | 74                           |
| Số giờ nắng trung bình tháng             | 231.6                        | 219.6                        | 213.2                        | 200.9                        | 218.4                        | 171.1                        | 114.1                        | 98.8                         | 124.3                        | 203.4                        | 252.8                        | 245.4                        | 2.293,6                      |
| Nguồn 1: Deutscher Wetterdienst          |                              |                              |                              |                              |                              |                              |                              |                              |                              |                              |                              |                              |                              |
| Nguồn 2: NOAA                            |                              |                              |                              |                              |                              |                              |                              |                              |                              |                              |                              |                              |                              |

## Giao thông
Atakpamé được nối với Blitta và thủ đô Lomé bằng đường sắt. Thành phố cũng có một sân bay nhỏ.

## Thành phố kết nghĩa
Atakpamé kết nghĩa với:
- Niort, Pháp